# Caloprymnus campestris
El canguro rata del desierto (Caloprymnus campestris), también conocido como canguro rata de nariz beige o el canguro rata de las llanuras, es un marsupial saltador pequeño extinto endémico de las regiones desérticas de Australia Central. Fue descubierto a principios de 1840 y descrito por John Gould en Londres en 1843, sobre la base de tres especies enviadas a él por George Grey, el gobernador de Australia del Sur en ese entonces.

## Descripción
Se parece a un canguro, pero tiene la masa de un pequeño conejo, sin embargo, fue descrito como un ser de forma delicada y esbelto. El tamaño promedio de su cuerpo se estima es cerca de 254-282 milímetros además de tener una cola larga de 307-377 milímetros. Su cabeza era corta, despuntada, y ancha, diferente de cualquier otro canguro o uallabí de nariz desnuda, y orejas cortas y redondas.
El color de su pelaje denso, suave, y lacio era propio debido a sus alrededores desérticos. Era de un color chocolate amarillento muy pálido, los pelos puntados con un cholocate hollín; tenía muchos pelos largos de color blanco marrón intercalados debajo de su pelaje inferior. Su vientre fue descrito como blanco con patas y cola de color chocolate amarillento muy pálido.
Una característica distintiva de esta especie es la diferencia en tamaño entre sus patas traseras y delanteras. Las patas delanteras son bastante delicadas con huesos que pesan 1 gramo, mientras que sus patas traseras son largas con huesos que pesan 12 gramos. Esta diferencia se relaciona al salto. Otras características se relacionan al movimiento de salto que incluyen una cola larga pero un poco delgada.

## Distribución y hábitat
Se piensa que Caloprymnus campestris ocupa un área relativamente pequeña en Australia del Sur, que se extiende justo en las fronteras del suroeste de Queensland y el Territorio del Norte. Fue visto últimamente en 1935 en la cuenca del Río Eyre del Norte-Sur de Australia.
Caloprymnus campestris vivió en las regiones desérticas de Australia, incluyendo hábitats como las toscas de arcilla, pisos de arcilla marga, cadenas de arena, y pavimento desértico. Su hábitat nativo es muy árido, de cubierta escasa y consistente de plantas de sal, amarantáceas y arbusto Emu.

## Ecología y Comportamiento
El Caloprymnus campestris era solitario a excepción de las crías más jóvenes con madres. Vivía en nidos construidos sobre depresiones superficiales en la tierra. Estos nidos eran excavados o encontrados y son importantes en el desierto, en donde las temperaturas pueden ser altas cuando hay relativamente poco follaje o arbustos para cubrirse. Las piedras se alineaban con la hierba que las hembras llevaban a sus nidos con sus colas. El nido entonces era cubierto con ramitas para cubrirse del sol abrasador. A menudo, el canguro rata del desierto se asomaba por encima de su nido para observar los alrededores. Estas especies pasaban la mayor parte del día cubriéndose en sus nidos, salían al anochecer para alimentarse. Así, este era por lo menos parcialmente nocturno.

### Dieta
El Caloprymnus campestris era principalmente herbívoro que se alimentaba de follaje y tallos de la vegetación desértica, pero también se le encontraba comiendo insectos tales como escarabajos y gorgojos. No dependía del agua que incluso evitaba la suculenta de las colinas de arena. Era capaz de sobrevivir sin agua alimentándose de plantas verdes.

### Movimiento
El Caloprymnus campestris tiene un método distintivo de salto. Su postura era delantera y su larga cola se entendía cuando se movía a altas velocidades. A diferencia de otros marsupiales, el Caloprymnus aterrizaba con su pata derecha en frente de su izquierda. Mostraba gran fortaleza mientras era cazado a caballo a altas velocidades (Finlayson reportó cazando a uno por encima de las 12 millas), y "paró solo para morir".

### Reproducción
Las hembras Caloprymnus campestris alcanzaban la madurez sexual aproximadamente a los 11 meses, mientras que los machos alcanzaban la madurez poco después de 2 meses. Había un dimorfismo sexual marcado siendo en las hembras más grande. Las hembras entraban en el ciclo estral con tres semanas de intervalo y podían aparearse a lo largo del año. Aunque era capaz de aparearse a lo largo del año, el Caloprymnus tenía una temporada irregular de apareamiento cuando la mayoría de este tenía lugar. Se han encontrado a hembras con bolsas de crías entre junio y diciembre. Los jóvenes nacían no muy desarrollados, como es típico de los marsupiales. La gestación se daba probablemente alrededor de 1-2 meses, con un periodo de bolsa de 2-3 meses. Todas las hembras se encontraban con solo 1 joven a la vez. Los jóvenes eran dependientes por casi 1 mes después de dejar la bolsa y poco después irse permanentemente.

## Redescubrimiento y Extinción
El canguro rata del desierto fue descubierto a principios de 1840. Sin embargo, después de estos primeros avistamientos, ya no se registra desde hace 90 años (aparte de un reporte no confirmado en 1878), y se creyó ampliamente que estaba extinto. Esta especie, incluso antes de la colonización europea, aparentemente nunca fue abundante. Después de que las condiciones de sequía se aliviaron, estas mejoraron el hábitat local y el animal fue redescubierto en 1931 cuando Hedley Finlayson encontró una floreciente colonia de ellos. Él regresó múltiples veces, pero después de algunos años la población desapareció. El último registro confirmado de esta especie llegó en 1935 cerca de Ooroowilanie, al este del Lago Eyre.
El Caloprymnus campestris estaba bien adaptado a las regiones extremadamente áridas y estériles en las que vivía, estas características lo salvó de competir con especies insertadas como el conejo o la oveja. Sin embargo, a principios de 1930 el zorro rojo se había propagado a las áreas habitadas por el kangúro rata del desierto. Así, la rápida disminución del canguro rata del desierto poco después de su recuperación en 1931 se relaciona con la invasión del zorro rojo en su hábitat. La depredación por el zorro rojo y gatos así como también los cambiantes patrones de temporada y la caza excesiva por australianos indígenas son los responsables de la extinción de esta especie.
No ha habido registros confiables de la especie desde 1935, pero hubo avistamientos no confirmados en Queensland en los siguientes periodos de lluvia de 1956 a 1957 y de 1974 a 1975. También, recientes restos de esta especie se encontraron dentro de cuevas a mediados de 1980.
El canguro rata del desierto fue declarado extinto en 1994,[1] haciéndolo la única especie de mamífero que fue recuperado y luego perdido de nuevo.

### Posible supervivencia
En vista de su asombrosa recuperación después de un periodo de noventa años que no fue visto, la extinción del canguro rata del desierto no es segura; así, los avistamientos de este animal no se incluirán en la categoría de criptozoología. En casos similares, el potoroo de cara ancha fue visto últimamente a finales del siglo XIX y se considera extinto, el potoroo de Gilbert se consideró extinto por 120 años antes de su redescubrimiento en 1994, mientras que el potoroo de pata larga fue sólo descubierto en 1967.